# Diesel and Dust
Albums de Midnight Oil
Species Deceases (EP)
(1985) Blue Sky Mining
(1990)
Singles
1. The Dead Heart
Sortie : août 1986
2. Beds Are Burning
Sortie : août 1987
3. Put Down That Weapon
Sortie : décembre 1987
4. Dreamworld
Sortie : mars 1988

Diesel and Dust est le sixième album studio du groupe de rock australien Midnight Oil. Il est sorti le 21 août 1987 sur le label CBS Records et a été produit par Warne Livesey et le groupe.

## Historique
Cet album fut enregistré entre janvier et avril 1987 dans les studios Albert à Sydney en Australie.
Souvent considéré comme le chef-d'œuvre du groupe, cet album représente son plus grand succès et le fait connaître à l'échelle mondiale. Il comprend la chanson la plus connue du groupe, Beds Are Burning, mais aussi les tubes The Dead Heart, Dreamworld et Put Down That Weapon.
Sur la quasi-totalité des chansons, le groupe défend la cause des peuples Aborigènes et fait prendre conscience au monde entier de ce qu'ont dû endurer ces derniers depuis l'arrivée des premiers colons britanniques.
L'origine du concept remonte à 1986 quand le groupe a passé plusieurs mois à tourner dans le désert australien auprès des Aborigènes (tournée Blackfella / Whitefella).
Remastérisé en 2007, l'album fait l'objet d'une édition limitée en 2008 appelée Legacy Edition avec un DVD bonus, Blackfella / Whitefella Tour, qui est la réédition de la VHS du même titre sortie en 1987, témoignage de la tournée du groupe dans le désert australien.
Il se classa à la première place des charts australiens, néo-zélandais et canadiens. Aux États-Unis il atteindra la 21e place du Billboard 200. En France, il se classa à la 5e place des meilleures ventes de disques et sera récompensé d'un double disque de platine en 1990 pour la vente de plus de six cent mille exemplaires.

## Distinctions
Le magazine Rolling Stone a classé Diesel and Dust à la 13e place de la liste 100 meilleurs albums des années 80. Il est classé 1er dans l'ouvrage 100 Best Australian Albums paru en 2010.

## Liste des titres
Sur la pochette, les morceaux sont tous crédités à tout le groupe. Les auteurs exacts sont mentionnés ci-dessous.
| No  | Titre | Auteur                                                      | Durée |
| --- | --- | ----------------------------------------------------------- | ----- |
| 1.  | Beds Are Burning                                                                                          | - Peter Garrett - Rob Hirst - Jim Moginie                   | 4:14  |
| 2.  | Put Down That Weapon                                                                                      | - Garrett - Hirst - Moginie                                 | 4:38  |
| 3.  | Dreamworld                                                                                                | - Garrett - Hirst - Moginie                                 | 3:36  |
| 4.  | Arctic World                                                                                              | - Garrett - Moginie                                         | 4:21  |
| 5.  | Warakurna                                                                                                 | Moginie                                                     | 4:38  |
| 6.  | The Dead Heart                                                                                            | - Garrett - Hirst - Moginie                                 | 5:10  |
| 7.  | Whoah | - Garrett - Moginie                                         | 3:50  |
| 8.  | Bullroarer                                                                                                | - Garrett - Hirst - Moginie                                 | 4:59  |
| 9.  | Sell My Soul                                                                                              | - Garrett - Moginie                                         | 3:35  |
| 10. | Sometimes                                                                                                 | - Garrett - Hirst - Moginie                                 | 3:53  |
| 11. | Gunbarrel Highway (ne figure pas sur les versions vinyle et cassette, ni sur les CD originaux américains) | - Garrett - Peter Gifford - Hirst - Moginie - Martin Rotsey | 3:38  |

Notes
- Gunbarrel Highway fait référence à la piste du même nom qui traverse des réserves aborigènes.
- Warakurna est une petite ville située sur le tracé de la Gunbarrel Highway où le groupe a joué lors du Blackfella / Whitefella Tour. Le titre de l'album est tiré des paroles de la chanson Warakurna : "Diesel and dust is what we breathe"[7].
- Bullroarer est le nom anglais pour désigner un rhombe, instrument à vent utilisé par les Aborigènes[8].

## Musiciens
- Peter Garrett : chant.
- Rob Hirst : batterie, percussions, chœurs.
- Jim Moginie : guitares, claviers.
- Martin Rotsey : guitares.
- Peter Gifford : basse, chœurs.

## Pochette
La pochette est classée par le magazine Rolling Stone dans les 100 meilleures pochettes d'album. Elle est élue meilleure pochette de disque lors des ARIA Awards 1988.
Le groupe choisit un cliché du photographe australien Ken Duncan pour l'illustrer. Le bâtiment sur la photo est une petite maison de ferme désaffectée construite dans les années 1920 et située près de la ville de Burra (Australie-Méridionale). Rendu célèbre par le succès de l'album, l'endroit devient emblématique, de nombreux touristes viennent le photographier, il sert aussi de décor pour une publicité. Le magazine de voyage Australian Traveller le classe 2e sur 100 dans sa liste 100 Best Views in Australia. Afin de restaurer le bâtiment menacé d'effondrement, une campagne pour récolter des fonds est lancée en 2013 (Midnight Oil Cottage Preservation Fund), l'opération est un succès.

## Classements hebdomadaires et certifications

### Album
Classements
| Pays                                | Durée du classement | Meilleur classement |
| ----------------------------------- | ------------------- | ------------------- |
| Allemagne (Album Top 100)           | 42 semaines         | 13e                 |
| Australie (Kent Music Report)       | ?                   | 1er                 |
| Canada (Canadian Albums Chart)      | 26 semaines         | 1er                 |
| États-Unis (Billboard 200)          | 55 semaines         | 21                  |
| France (Album Top 100)              | 65 semaines         | 5e                  |
| Nouvelle-Zélande (RMNZ Album Top40) | 34 semaines         | 1er                 |
| Pays-Bas (MegaCharts)               | 14 semaines         | 14e                 |
| Royaume-Uni (UK Albums Chart)       | 16 semaines         | 19e                 |
| Suède (Sverigetopplistan)           | 16 semaines         | 5e                  |
| Suisse (Schweizer Hitparade)        | 34 semaines         | 7e                  |

Certifications
| Pays             | Certification | Ventes      | Date              |
| ---------------- | ------------- | ----------- | ----------------- |
| Allemagne        | Platine       | 500 000+    | 1993              |
| Australie        | 7 × Platine   | 490 000 +   | 2014              |
| Canada           | 3 × Platine   | 300 000 +   | 16 septembre 1988 |
| États-Unis       | Platine       | 1 000 000 + | 21 novembre 1988  |
| France           | 2 × Platine   | 600 000 +   | 1990              |
| Nouvelle-Zélande | Platine       | 15 000 +    | 8 novembre 1987   |
| Pays-Bas         | Or            | 40 000 +    | 1996              |
| Royaume-Uni      | Or            | 100 000 +   | 28 juin 1989      |
| Suède            | Or            | 50 000 +    | 3 avril 1990      |
| Suisse           | 2 × Platine   | 100 000 +   | 1994              |

### Singles
"Beds Are Burning"
| Classement 1987 - 1989 | Durée du classement | Position | Certifications        |
| ---------------------- | ------------------- | -------- | --------------------- |
| ARIA Charts            | ?                   | 6e       | Platine · Or · Argent |
| Hot 100                | 22 semaines         | 17e      | Platine · Or · Argent |
| Mainstream Rock Tracks | 19 semaines         | 6e       | Platine · Or · Argent |
| (V) Ultratop           | 9 semaines          | 2e       | Platine · Or · Argent |
| RPM Top Singles        | 23 semaines         | 1er      | Platine · Or · Argent |
| Top 100                | 23 semaines         | 5e       | Platine · Or · Argent |
| RMNZ Singles Top40     | 24 semaines         | 1er      | Platine · Or · Argent |
| Mega Top 50            | 13 semaines         | 3e       | Platine · Or · Argent |
| UK Singles Chart       | 19 semaines         | 6e       | Platine · Or · Argent |
| Sverigetopplistan      | 1 semaines          | 17e      | Platine · Or · Argent |

"The Dead Heart"
| Classement 1986 - 1989 | Durée du classement | Position |
| ---------------------- | ------------------- | -------- |
| ARIA Charts            | ?                   | 4e       |
| Hot 100                | 10 semaines         | 53e      |
| Mainstream Rock Tracks | 14 semaines         | 11e      |
| (V) Ultratop           | 3 semaines          | 20e      |
| RPM Top Singles        | 8 semaines          | 38e      |
| Top 100                | 14 semaines         | 19e      |
| RMNZ Singles Top40     | 11 semaines         | 14e      |
| Mega Top 50            | 6 semaines          | 40e      |
| UK Singles Chart       | 8 semaines          | 62e      |

"Put Down That Weapon"
| Classement 1987 - 1989 | Durée du classement | Position |
| ---------------------- | ------------------- | -------- |
| ARIA Charts            | ?                   | 32e      |
| Top 100                | 9 semaines          | 34e      |
| RMNZ Singles Top40     | 10 semaines         | 19e      |

"Dreamworld"
| Classement 1986 - 1989 | Durée du classement | Position |
| ---------------------- | ------------------- | -------- |
| Mainstream Rock Tracks | 4 semaines          | 37e      |
| Alternative Songs      | 5 semaines          | 16e      |